# Egle brevicornis
Egle brevicornis är en tvåvingeart som först beskrevs av Zetterstedt 1838.  Egle brevicornis ingår i släktet Egle och familjen blomsterflugor. Arten är reproducerande i Sverige. Inga underarter finns listade i Catalogue of Life.